# Атамиски (департамент)
Департамент Атамиски  (исп. Departamento de Atamisqui) — департамент в Аргентине в составе провинции Сантьяго-дель-Эстеро.
Территория — 2259 км². Население — 10923 человек. Плотность населения — 4,80 чел./км².
Административный центр — Вилья-Атамиски.

## География
Департамент расположен в центральной части провинции Сантьяго-дель-Эстеро.

## Административное деление
Департамент включает 3 муниципалитета:
- Вилья-Атамиски
- Эстасьон-Атамиски
- Медельин

## Важнейшие населенные пункты[3]
| № | Населённый пункт  | Населённый пункт (исп.) | Категория | Население чел. (2010) | На карте                        |
| - | ----------------- | ----------------------- | --------- | --------------------- | ------------------------------- |
| 1 | Вилья-Атамиски    | Villa Atamisqui         | город     | 3289                  | 28°29′45″ ю. ш. 63°48′58″ з. д. |
| 2 | Медельин          | Medellín                | поселок   | 565                   | 28°39′07″ ю. ш. 63°47′07″ з. д. |
| 3 | Эстасьон-Атамиски | Estación Atamisqui      | поселок   | 418                   | 28°29′39″ ю. ш. 63°56′18″ з. д. |